# Bruderbügerl
Bruderbügerl ist ein Ortsteil der Stadt Oberviechtach im Oberpfälzer Landkreis Schwandorf (Bayern).

## Geographische Lage
Die Einöde Bruderbügerl liegt etwas oberhalb der Staatsstraße 2159 und ungefähr 200 m östlich der Kreuzung mit der Staatsstraße 2160 am Südhang des 608 m hohen Geißruck.

## Geschichte
Im Herzogsurbar wurde 1285 als Besitz von Herzog Ludwig II. von Oberbayern direkt neben Lind ein Brvderrivt erwähnt. Dieser Name lebt im später entstandenen Bruderbügerl weiter.
Zum Stichtag 23. März 1913 (Osterfest) wurde Bruderbügerl als Teil der Pfarrei Oberviechtach mit einem Haus und sechs Einwohnern aufgeführt.
Am 31. Dezember 1990 hatte Bruderbügerl fünf Einwohner und gehörte zur Pfarrei Oberviechtach.